# Ochrilidia geniculata
Ochrilidia geniculata (Bolívar, 1913) è un insetto ortottero  della famiglia Acrididae, diffuso in Africa e Medio Oriente.